# Županija Västmanland
Županija Västmanland  (šved. Västmanlands län) županija je u središnjoj Švedskoj. Graniči sa županijama Södermanland, Örebro, Dalarna i Uppsala. Dijelovi županije protežu se uz obale jezera Mälaren (treće po veličini švedsko jezero) i Hjälmaren.
Osnovana je 1634. godine.

## Općine u Županiji
| - Arboga (13.343) - Fagersta (12.320) - Hallstahammar (14.984) - Köping (24.635) - Kungsör (8.298) | - Norberg (5.849) - Sala (21.402) - Skinnskatteberg (4.768) - Surahammar (10.171) - Västerås (132.344) |

 (Podatci o stanovništvu na dan 31. ožujka 2006) 